# Petrelaea tombugensis
Petrelaea tombugensis är en fjärilsart som beskrevs av Rüber 1886. Petrelaea tombugensis ingår i släktet Petrelaea och familjen juvelvingar. Inga underarter finns listade i Catalogue of Life.

## Bildgalleri

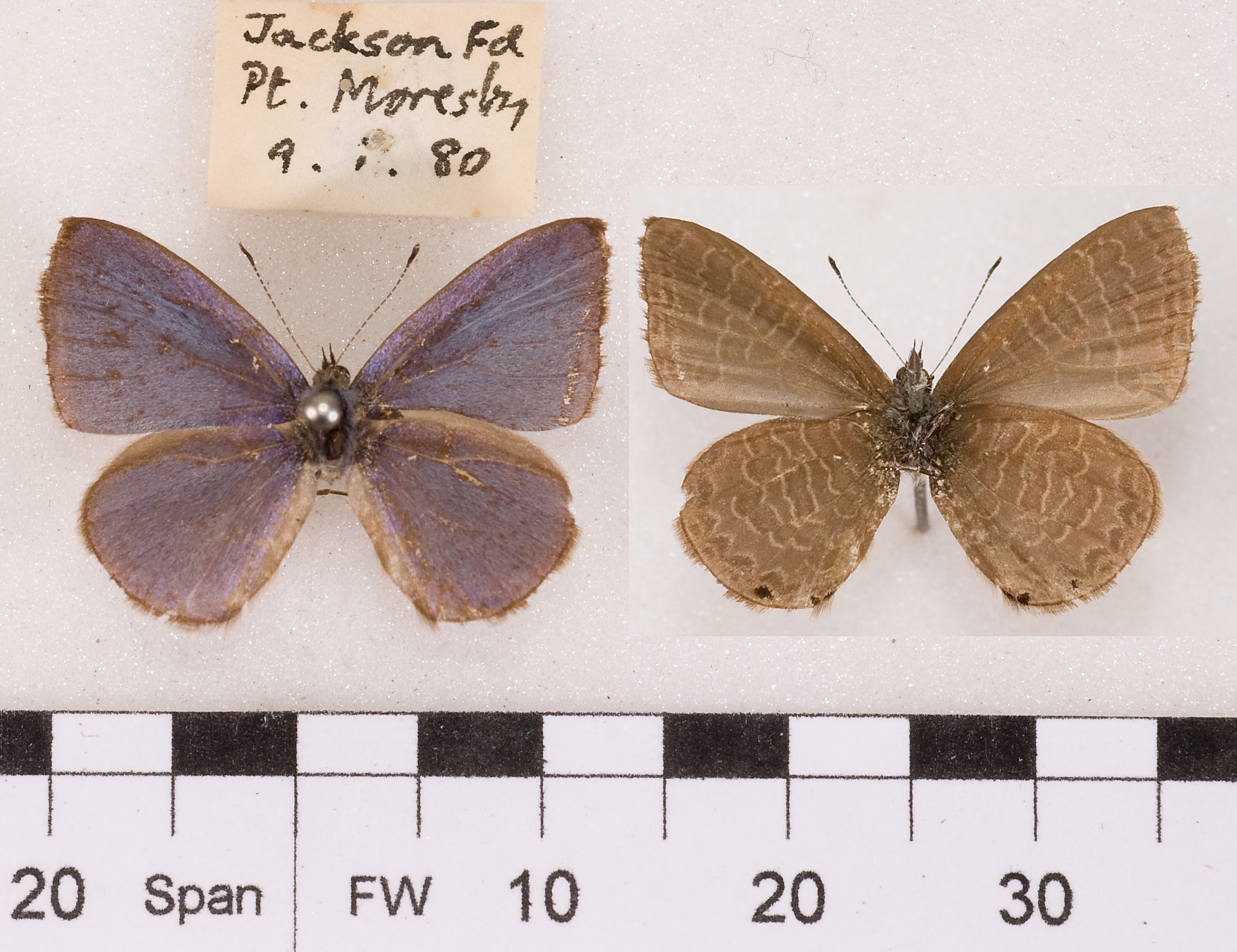